# ガーデンアソシエ

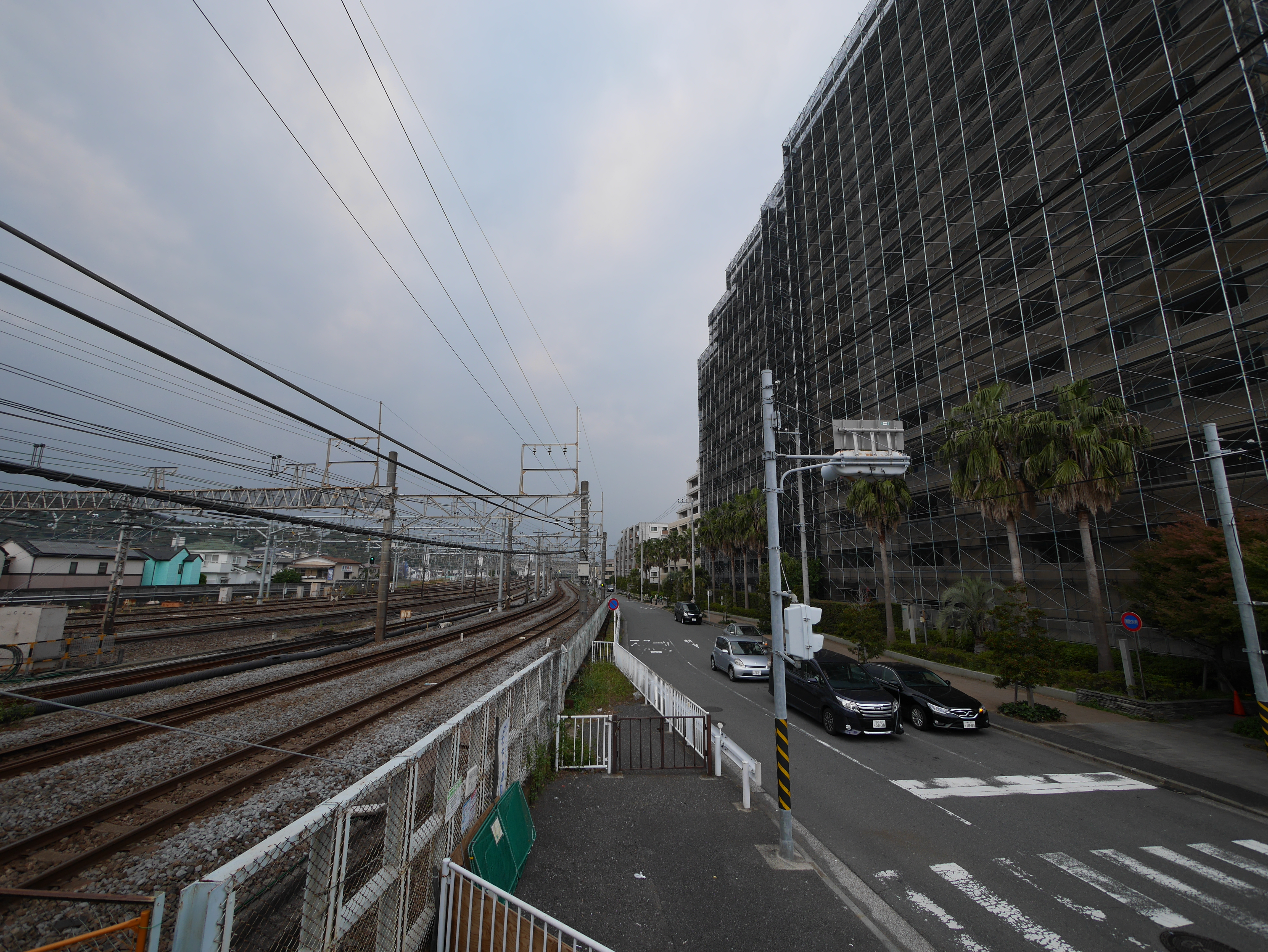
ガーデンアソシエの東海道本線線路沿い（手前は改装中）

ガーデンアソシエ（Garden Associé）は横浜市栄区にある全13棟、1,502戸からなる大規模マンション。2004年（平成16年）3月に入居開始。販売開始時のマンションの愛称はビッグオレンジであった。なお名称中、Gardenは英語で「庭園」、Associéはフランス語で「一体化した」という意味である。

## 概要
横浜市内ではレイディアントシティ横濱に次ぐ大規模マンションである。
- 所在地 神奈川県横浜市栄区笠間3-45
- 総戸数 1,502戸（分譲）
- 敷地面積 81,106.32m2
- 建築面積 23,240.94m2
- 延床面積 16,801.60m2
- 棟別の戸数 - A棟40戸、B棟229戸、C棟83戸、D棟89戸、E棟74戸、F棟99戸、G棟260戸、H棟66戸、I棟189戸、J棟164戸、K棟87戸、L棟75戸、M棟47戸。
- 最高階数 地上15階

### 交通
最寄り駅はJR東日本（東海道本線・横須賀線・根岸線）および湘南モノレールの大船駅の笠間口（2006年開設）より徒歩最短5分ないし10分である。
この笠間口（事業中の名称は「北口」）については、ガーデンアソシエの事業主5社が一部の費用を負担して、徒歩最短8分を短縮することに貢献した。

## 建築・販売
- 横浜市市街地環境設計制度による建設許可を2002年（平成14年）8月14日にとった[2]。- この際の名称は「大船プロジェクト」。
- 設計 長谷工コーポレーション
- 施工 総合元請：前田建設工業、施工：長谷工コーポレーション
- 事業主 5社：伊藤忠都市開発、東京建物、有楽土地、新日鉄都市開発、名鉄不動産 - 次の名称はこの5社が共有する登録商標である：ビッグオレンジ（第4699565号）、ガーデンアソシエ（第4728056号）。

## 主な施設、居住環境
- クラブスクエア - 管理室、会議室、コンビニ、図書室、キッチンスタジオ、シアタールーム、ゲストルーム、託児室などあり
- クラブアリーナ - 体育館がありジムも併設されている。選挙の際にはマンション住民に対する横浜市選挙管理委員会設置の投票所となる[3]。
- 各戸光ケーブル設置
- ペット飼育可

## その他
- 敷地は三井東圧化学の工場跡地である。1943年（昭和18年）に東洋高圧工業の大船工場として発足した[4]。
- 建物壁面は、大船駅近くが薄い色彩で、遠い方が茶色系統の濃い色となっていて[5]、これはJRの車窓から確認できる。
- アメリカのカリフォルニア州の大学都市を設計イメージのモデルにした。
- 2009年（平成21年）8月21日に日本テレビ系列の「スッキリ」という番組で、共用施設のととのったマンションとして紹介された。